# Liste des ministres sud-africains de l'Intérieur
Le  ministère de l'Intérieur (ou ministère des Affaires intérieures - Home Affairs) en Afrique du Sud est compétent en matière d'immigration, d'asile, de documents d'identités (passeport...) et pour tous les sujets relatifs à l'état civil des personnes (naissance, mariage...).

## Liste des ministres des Affaires intérieures
| Ministre                           | Parti politique           | Dénomination                     | Chef de gouvernement ou d'État                              |
| Ministres de l'Intérieur           | Ministres de l'Intérieur  | Ministres de l'Intérieur         | Ministres de l'Intérieur                                    |
| ---------------------------------- | ------------------------- | -------------------------------- | ----------------------------------------------------------- |
| Jan Smuts                          | Parti sud-africain        | 1910–1912                        | Gouvernement du premier ministre Louis Botha                |
| Abraham Fischer                    | Parti sud-africain        | 1912–1913                        | Gouvernement du premier ministre Louis Botha                |
| Hendrik Schalk Theron              | Parti sud-africain        | 1915                             | Gouvernement du premier ministre Louis Botha                |
| Sir Thomas Watt                    | Parti sud-africain        | 1916–1919                        | Gouvernement du premier ministre Louis Botha                |
| Sir Thomas Watt                    | Parti sud-africain        | 1919–1921                        | Premier gouvernement du premier ministre Jan Smuts          |
| Patrick Duncan                     | Parti sud-africain        | 1921–1924                        | Premier gouvernement du premier ministre Jan Smuts          |
| Daniel François Malan              | parti national            | 1924–1933                        | Gouvernement du premier ministre James Barry Munnik Hertzog |
| Jan Hendrik Hofmeyr                | Parti uni                 | 1933–1936                        | Gouvernement du premier ministre James Barry Munnik Hertzog |
| Richard Stuttaford                 | Parti uni                 | 1936–1939                        | Gouvernement du premier ministre James Barry Munnik Hertzog |
| Harry Gordon Lawrence              | Parti uni                 | 1939–1943                        | Second gouvernement du premier ministre Jan Smuts           |
| Charles Francis Clarkson           | Parti uni                 | 1943–1948                        | Second gouvernement du premier ministre Jan Smuts           |
| Harry Gordon Lawrence              | Parti uni                 | 1948                             | Second gouvernement du premier ministre Jan Smuts           |
| Theophilus Dönges                  | parti national            | 1948–1954                        | Gouvernement du premier ministre Daniel François Malan      |
| Theophilus Dönges                  | parti national            | 1954–1958                        | Gouvernement du premier ministre JG Strijdom                |
| Jozua François Naudé               | parti national            | 1958–1961                        | Gouvernement du premier ministre Hendrik Verwoerd           |
| Jan de Klerk                       | parti national            | 1961–1966                        | Gouvernement du premier ministre Hendrik Verwoerd           |
| P.K. Le Roux                       | parti national            | 1966-1968                        | Gouvernement du premier ministre John Vorster               |
| Lourens Muller                     | parti national            | 1968–1970                        | Gouvernement du premier ministre John Vorster               |
| Marais Viljoen                     | parti national            | 1970                             | Gouvernement du premier ministre John Vorster               |
| Theo Gerdener                      | parti national            | 1970–1972                        | Gouvernement du premier ministre John Vorster               |
| Connie Mulder                      | parti national            | 1972–1978                        | Gouvernement du premier ministre John Vorster               |
| Alwyn Schlebusch                   | parti national            | 1978–1980                        | Gouvernement du premier ministre Pieter Botha               |
| Chris Heunis                       | parti national            | 1980–1982                        | Gouvernement du premier ministre Pieter Botha               |
| Frederik de Klerk                  | parti national            | 1982–1984                        | Gouvernement du premier ministre Pieter Botha               |
| Ministre des Affaires internes     |                           |                                  |                                                             |
| Frederik de Klerk                  | parti national            | 1984–1985                        | Gouvernement du président Pieter Botha                      |
| Stoffel Botha                      | parti national            | 1985–1989                        | Gouvernement du président Pieter Botha                      |
| Gene Louw                          | parti national            | 1989–1992                        | Gouvernement du président Frederik de Klerk                 |
| Louis Pienaar                      | parti national            | 1992–1993                        | Gouvernement du président Frederik de Klerk                 |
| Danie Schutte                      | parti national            | 1993–1994                        | Gouvernement du président Frederik de Klerk                 |
| Ministres des Affaires intérieures |                           |                                  |                                                             |
| Mangosuthu Buthelezi               | Inkatha Freedom Party     | 1994–1999                        | Gouvernement du président Nelson Mandela                    |
| Mangosuthu Buthelezi               | Inkatha Freedom Party     | 1999–2004                        | Gouvernement du président Thabo Mbeki                       |
| Nosiviwe Mapisa-Nqakula            | Congrès national africain | 2004–2008                        | Gouvernement du président Thabo Mbeki                       |
| Nosiviwe Mapisa-Nqakula            | Congrès national africain | 2008–2009                        | Gouvernement du président Kgalema Motlanthe                 |
| Nkosazana Dlamini-Zuma             | Congrès national africain | 2009–2012                        | Gouvernement du président Jacob Zuma                        |
| Naledi Pandor                      | Congrès national africain | 2012–2014                        | Gouvernement du président Jacob Zuma                        |
| Malusi Gigaba                      | Congrès national africain | 2014–2017                        | Gouvernement du président Jacob Zuma                        |
| Hlengiwe Mkhize                    | Congrès national africain | 31 mars 2017–17 octobre 2017     | Gouvernement du président Jacob Zuma                        |
| Ayanda Dlodlo                      | Congrès national africain | 17 octobre 2017–28 février 2018  | Gouvernement du président Jacob Zuma                        |
| Malusi Gigaba                      | Congrès national africain | 28 février 2018-13 novembre 2018 | Gouvernement du président Cyril Ramaphosa                   |
| Siyabonga Cwele                    | Congrès national africain | 22 novembre 2018- 29 mai 2019    | Gouvernement du président Cyril Ramaphosa                   |
| Aaron Motsoaledi                   | Congrès national africain | depuis le 30 mai 2019            | Gouvernement du président Cyril Ramaphosa                   |